# Łomazy (gemeente)
De gemeente Łomazy is een landgemeente in het Poolse woiwodschap Lublin, in powiat Bialski.
De zetel van de gemeente is in Łomazy.
Op 30 juni 2004 telde de gemeente 5535 inwoners.

## Oppervlakte gegevens
In 2002 bedroeg de totale oppervlakte van gemeente Łomazy 200,43 km², waarvan:
- agrarisch gebied: 70%
- bossen: 24%

De gemeente beslaat 7,28% van de totale oppervlakte van de powiat.

## Demografie
Stand op 30 juni 2004:
| Omschrijving                   | Totaal | Totaal | Vrouwen | Vrouwen | Mannen | Mannen |
| ------------------------------ | ------ | ------ | ------- | ------- | ------ | ------ |
| eenheid                        | aantal | %      | aantal  | %       | aantal | %      |
| inwoners                       | 5535   | 100    | 2793    | 50,5    | 2742   | 49,5   |
| bevolkingsdichtheid (inw./km²) | 27,6   | 27,6   | 13,9    | 13,9    | 13,7   | 13,7   |

In 2002 bedroeg het gemiddelde inkomen per inwoner 1136,32 zł.

## Administratieve plaatsen (sołectwo)
Bielany, Burwin, Dubów, Huszcza Druga, Huszcza Pierwsza, Jusaki-Zarzeka, Kopytnik, Korczówka, Koszoły, Krasówka, Kozły, Lubenka, Łomazy (sołectwa: Łomazy I en Łomazy II), Stasiówka, Studzianka, Szymanowo, Wola Dubowska, Wólka Korczowska.

## Aangrenzende gemeenten
Biała Podlaska, Drelów, Komarówka Podlaska, Piszczac, Rossosz, Sosnówka, Tuczna, Wisznice